# Henrik Vissing Schytte
Henrik Vissing Schytte (født 4. maj 1827 i Aarhus, død 22. februar 1903 i København) var en dansk musikkritiker og forfatter.
I sit musikalske hjem lærte Schytte fra barndommen guitar-, klaver- og violinspil, men dyrkede fra sit 14. år violoncellen som hovedinstrument. Som student (1846) tog musiklivet i hovedstaden ham stærkt fangen; jævnlig assisterende som solist ved koncerter blev han en søgt kvartetspiller i de fineste amatør- og kunstnerkredse og blev herved en grundig kender af kammermusiklitteraturen. Det påbegyndte brødstudium, filologien, blev snart lagt til side, og han ernærede sig dels ved undervisning, dels ved journalistisk virksomhed, da han førte en smidig og tillige slagfærdig pen. I 1855 blev han ansat i Krigsministeriet, hvor han 1863 blev fuldmægtig; men ved en omordning af kontoret 1868 tog han sin afsked med pension og fik kort efter titelen kancelliråd. 1870-83 jvar han ejer af "Plenges Musikhandel" og udgav 1875 en stor og velordnet systematisk fortegnelse over pianomusik med vanskelighedsgrads og tonearts angivelse med mere, et arbejde, der af flere grunde har blivende værd. Tillige var han fra 1868 stadig musikalsk medarbejder ved de anseteste hovedstadsblade, siden 1891 ved Berlingske Tidende. I 10 år var han redaktør af "Musikbladet" (1884-93), hvis indhold han for en stor del selv skrev. Med bladet fulgte et større arbejde af ham, det første danske musikleksikon, i 2 bind (1888-92) og et supplementbind. Med hensyn til danske musikere, navnlig i det 19. århundrede, er dette værk et førstehåndsarbejde.